# Богатищево (Хотынецкий район)
Богатищево — село в Хотынецком районе Орловской области России. Входит в Богородицкое сельское поселение.

## География
Расположено на юге района, в 26 км к югу от районного центра, пгт Хотынец, и в 50 км к западу от областного центра, города Орёл.
Часовой пояс
Село Богатищево находится в часовой зоне МСК (московское время). Смещение применяемого времени относительно UTC составляет +3:00.

## История
До революции относилось к Карачевскому уезду Орловской губернии.

## Население
| 2010 |
| ---- |
| 1    |

## Известные жители, уроженцы
Богатищев, Василий Иванович — основатель и первый начальник отдела фельдъегерской службы Орловской области при Министерстве связи СССР (1968—1989 гг.).